# Dialogue interreligieux dans l'islam
 (août 2008).
Le dialogue interreligieux dans l'islam se déroule à plusieurs niveaux. C'est d'abord le dialogue avec les religions monothéistes, notamment les religions abrahamiques, les religions polythéistes et panthéistes, mais aussi les croyances animistes, à l'autre côté le dialogue des trois grandes divisions de l'islam, les sunnites, chiites et aux kharidjites.

## Dialogues interreligieux

### Avec le bouddhisme
L'expansion de l'islam a fragilisé la communauté bouddhiste en Bactriane - le sud de l'Ouzbékistan et du Tadjikistan et le nord-ouest de l'Afghanistan actuel qui a presque disparu.
L'Indonésie, pays autrefois majoritairement bouddhiste, a été très fortement islamisé, mais le bouddhisme y est toujours pratiqué.

### Avec le zoroastrisme
L'expansion de l'islam a beaucoup diminué la communauté pârsî zoroastrienne migrant de la Perse vers l'Inde. Cette dernière s'installe tout d'abord au Gujarat, puis est à nouveau repoussée et s'installe dans le Maharashtra.
D'après le Coran, il est interdit de convertir par la force, c'est ainsi que les zoroastriens furent protégés, actuellement en Iran (Perse).
Par ailleurs les religions minoritaires sont protégées, il y a un député représentant la communauté des zoroastriens qui siège au parlement (en Iran). Cependant leur population est menacée car ils se marient seulement entre eux.
Des projets entre l'Inde et l'Iran pour réunir cette communauté présente en Iran et en Inde sont en cours pour éviter leur extinction.

### Avec le bahaïsme
En Iran, qui a pour religion d'État l'islam chiite depuis la révolution iranienne, et d'où est originaire la foi bahá'ie, cette religion est persécutée. Plusieurs de ses lieux de cultes ont par exemple été détruits, des cimetières profanés, les fidèles séquestrés, torturés, exécutés. L'islam sunnite et chiite considère la foi bahá'ie comme une hérésie.

### Avec le judaïsme
L'islam a une position ambivalente à l'égard du judaïsme et des Juifs. Le Coran ne reconnait pas la religion des Juifs et la considère comme une religion égarée, mais on y trouve des citations bienveillantes à l'égard des Juifs. A contrario on trouve aussi dans le Coran des passages qui s'élèvent violemment contre les Juifs qui n'ont pas reconnu Mahomet comme prophète et sont accusés d'assassiner leurs prophètes, sans que ces versets puissent être généralisables à l'ensemble des Juifs. Il n'est nullement question de haïr les Juifs ou de les offenser, leur respect est un ordre imposé par le Coran car leurs "crimes" portaient uniquement sur leurs relations passées avec Dieu (le Coran parle de rupture de l'Alliance à cause des meurtres injustifiés des Prophètes (Jean), le violent refus de Jésus et de Mahomet en tant que prophètes).
De nombreux hadiths, certains authentiques d'autres plus ou moins fiables, concernent les Juifs. Globalement, ces hadiths, souvent difficiles à décrypter en raison de leur caractère allusif ou imprécis, recommandent aux musulmans "de ne pas faire comme eux [:les Juifs et les chrétiens]".
Doté du statut de dhimmis en leur qualité de « gens du livre » qui institutionnalisait leur infériorité juridique par rapport aux musulmans, les Juifs connurent des situations très diverses selon les lieux et les époques. La tolérance ayant cours à Al Andalus permit l'éclosion de la culture sépharade qui rayonna dans tout le monde méditerranéen. Une tolérance qui ne fut plus de mise lors des invasions almoravide puis almohade de la péninsule ibérique. Plus tard, les Ottomans accueillirent à bras ouverts les Juifs sépharades expulsés d'Espagne à la suite du décret d'expulsion de 1492 (voir l'histoire des Juifs à Salonique). En d'autres lieux les Juifs furent confrontés à des vagues de persécution. Ainsi les juifs du Yémen furent sommés au XIIe siècle de se convertir à l'islam par les chiites zaïdistes dominant le Yémen. À une époque plus récente on peut citer le cas de Meched en Iran où tous les Juifs furent forcés à se convertir au milieu du XIXe siècle (voir l'histoire des Juifs au Turkménistan). Ces cas de conversion forcée furent néanmoins relativement rares, les pouvoirs musulmans se contentant généralement d'appliquer aux Juifs le statut de dhimmis avec plus ou moins de rigueur selon les époques. Le choix de tolérance ou d'intolérance envers les Juifs a donc été une volonté politique.
Il est permis aux musulmans de consommer de la nourriture cacher qui est considérée comme de facto hallal.
Dans l'islam, cette religion est citée comme étant la religion originale révélé par Dieu à travers tous les prophètes et messagers, mais dans le judaïsme, les textes religieux juifs n'y font pratiquement pas mention, cependant la pureté du monothéisme islamique est reconnue. De sorte que la halakha, dans l'interprétation faite par le judaïsme orthodoxe, permet aux juifs de pénétrer dans une mosquée alors qu'elle interdit l'entrée dans les églises présentées comme des lieux d'idolâtrie.

### Avec le christianisme

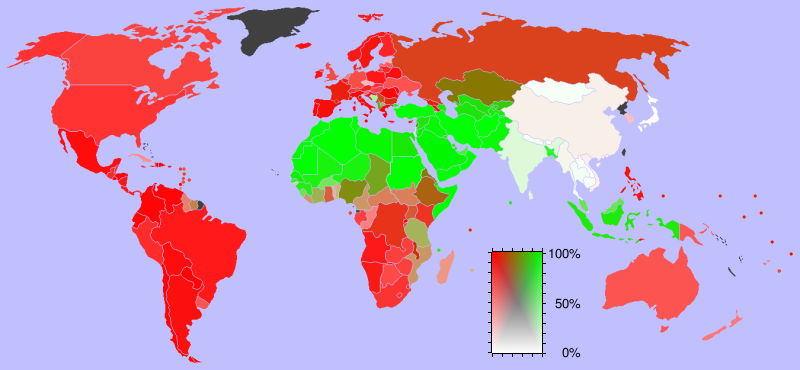
Carte du monde donnant les extensions comparées de dar al-Islam et de la chrétienté.

Le dialogue avec le christianisme est une réalité ancienne de l'islam, comme l'illustre Dialogue islamo-chrétien sous le calife Al-Mamoun, recueil d'épîtres échangées de 813 à 834 entre un chrétien et un musulman de Bagdad.
La divinité de Jésus n'est pas acceptée par l'Islam, de même que son supplice sur la Croix (vu non comme un sacrifice annoncé par l'Ancien Testament, mais comme une atteinte grave à l'honneur et à la puissance de Dieu), ce qui constitue le principal fossé théologique entre ces deux religions, bien que Jésus soit reconnu comme un prophète majeur par les musulmans, qui admettent d'ailleurs son retour à la fin des temps. La figure de Marie, à laquelle catholicisme et orthodoxie accordent une place particulière, n'est pas absente du Coran, où elle prend dans certaines traductions françaises le nom de Maryam. La naissance virginale de Jésus est admise et rappelée dans le Coran : "Rappelle-toi quand les Anges disent : Ô Marie, voilà que Dieu t'annonce une parole de sa part. Son nom sera le Messie, Jésus, fils de Marie, illustre ici-bas comme dans l'au-delà, et l'un des rapprochés de Dieu" (sourate 45) et aussi "Rappelle-toi quand les Anges dirent : Ô Marie, certes Dieu t'a élue au-dessus des femmes des mondes" (sourate 42). Et à propos de Jésus: "Il sera messager auprès des enfants d'Israël et leur dira : En vérité je viens à vous avec un signe de la part de votre Seigneur." Des théologiens chrétiens comme Paul Tillich, récusent que le terme Christ puisse être un nom propre ("christ" est un simple adjectif qui signifie "consacré"), mentionnant que cet adjectif peut également s'appliquer à d'autres religieux, ce qu'admet l'islam. Citation : « Ontologiquement Jésus ne se distingue en rien de nous. On s'égare lorsqu'on en fait un être divin qui aurait pris l'apparence d'un homme. On cloue sur la croix un homme qui accepte sa propre destruction afin d'accomplir la mission qui lui a été confiée ». Le coran refuse toutefois l'idée de toute crucifixion de Jésus, affirmant qu'il aurait été remplacé, sans mention du nom de ce supposé remplaçant.
Malgré quelques parentés entre Christianisme et Islam, et l'existence d'un socle commun aux religions monothéistes, se réclamant toutes du patriarche Abraham, il y eut très tôt un choc de cultures, de civilisations et de religions entre Christianisme et Islam, avec une importante volonté hégémonique entre ces deux mondes : conquête de l'Andalousie par les Berbères venus d'Afrique du Nord (711), Sarrasins envahissant l'Occitanie, conquête de la Syrie par les Abbassides (762), croisade de l'Occident chrétien pour rétablir le passage vers les lieux saints de Palestine (1095), défense des royaumes francs d'Orient jusqu'en (1291), massacre des serbes par les ottomans (1481), destruction de la Bibliothèque Nationale de Sarajevo par les Serbes (1992), destruction des églises orthodoxes au Kosovo (2000), les exemples ne manquent pas des luttes fratricides ayant jalonné l'histoire des relations entre Christianisme et Islam.
Les rencontres d'Assise depuis les années 1980 et la Document sur la fraternité humaine de 2019.

## Islam et les religions «non abrahamiques»
L'islam désavoue entièrement les cultes polythéistes et les religions dites païennes.
Mahomet proscrivit en son temps toute idolâtrie à La Mecque, premier lieu saint de l'islam ou le culte doit être exclusivement rendu à Dieu. Là, se trouve la Kaaba, petite maison qui aurait été construite selon les musulmans par Abraham qui suivit son fils Ismaël au désert. En sa qualité de lieu saint en Islam, il doit être sauvegardé de tout culte païen, considéré comme une souillure et un énorme sacrilège. C'est ce qui explique en partie les premières guerres entre musulmans dirigés par Mahomet et les tribus païennes d'Arabie.
Le jihâd (littéralement « effort ») de l'âme, effort du croyant pour lutter contre les vices du caractère, se double désormais d'un jihâd du corps, le combat pour Allah. Le jihâd mineur s'appuie aussi, en partie, sur des versets guerriers du Coran. Le jihad est le terme en Islam suscitant le plus de confusion et de méfiance en Occident. Dans la majorité des cas interprété comme guerre sainte ou épuration des non-musulmans, il doit être entendu comme effort de l'âme contre ce qui est moralement condamnable. Cela dit, le Jihad englobe également la lutte par des moyens guerriers, à condition qu'il n'y ait aucune forme d'agression. (exemples: Défense de la justice par la force, appliquer la loi du Talion prescrite dans le Coran, répondre aux offensives extérieures ayant pour objet la religion)[réf. nécessaire].

### Islam et hindouisme
L'hindouisme a subi une influence notable de l'islam[réf. nécessaire]. L'Inde, par le biais de Gourou Nanak (1469-1538), a d'ailleurs donné naissance à la synthèse entre l'islam et l'hindouisme : le sikhisme (v. 1500), religion monothéiste sans représentation du divin autre que calligraphique, mais dont les concepts de réincarnations, de karma ou de moksha (« libération » du cycle des naissances et des morts), le rapprochent tout autant de l'hindouisme.

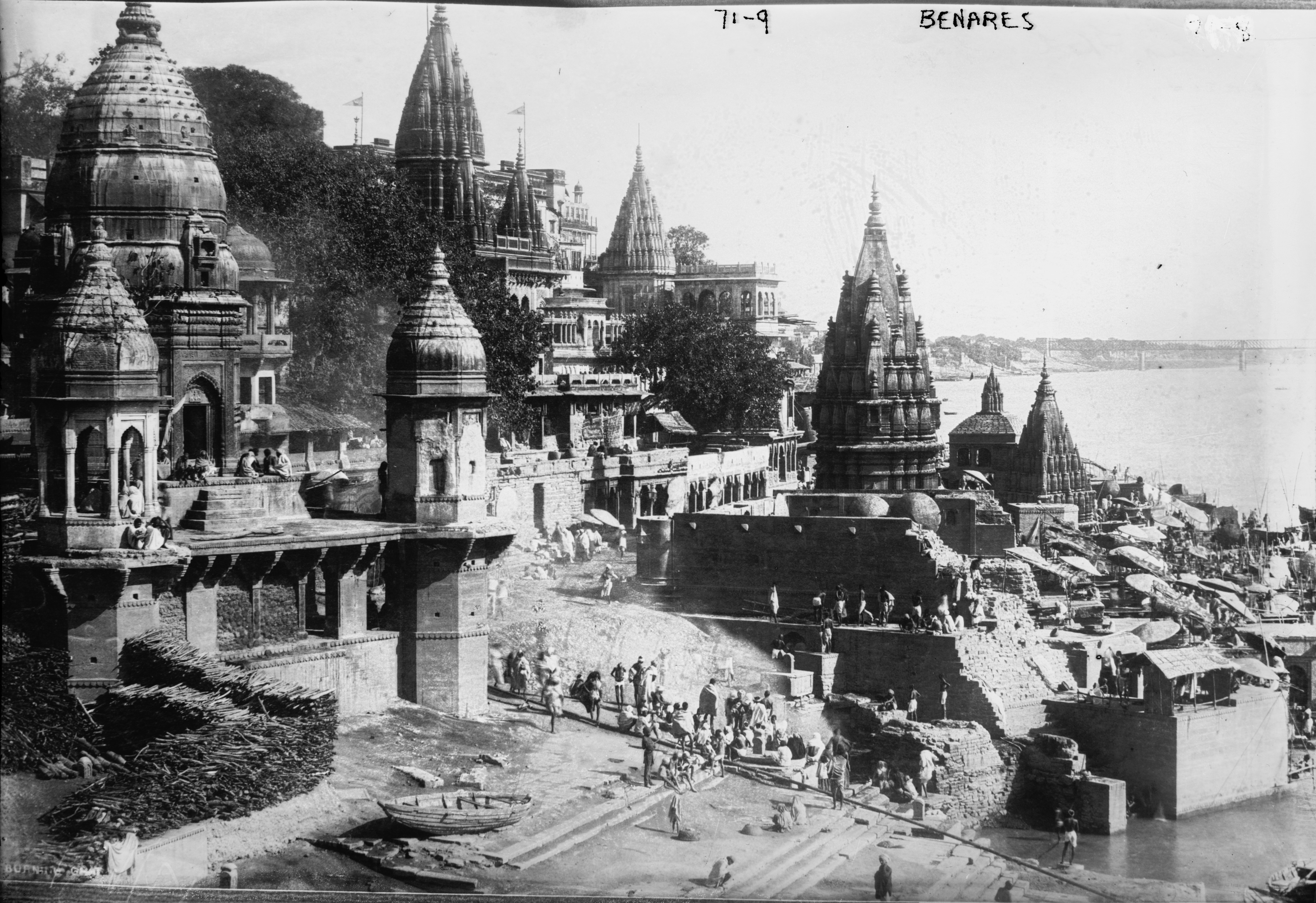
Vue d'une berge (ghât) à Varanasi (Bénarès), en 1922 ; l'empereur moghol Aurangzeb, surpassant tous ses prédécesseurs, donna l'ordre de piller et de raser tous les temples. Malgré l'aspect antique de ceux-ci, peu de bâtiments hindous datent de plus de deux siècles.

Le début des invasions musulmanes en Inde commencèrent vers la fin du Xe siècle. En 1001, c'est la première conquête musulmane de l'Inde, celle de Mahmûd de Ghaznî (998-1030). En 1033, c'est la conquête de Bénarès par les musulmans, et la destruction de temples hindous. L'Inde a donc subit la domination islamique, et sa culture en fut profondément atteinte (des temples des villes saintes de l'hindouisme furent pillés et rasés). Cette invasion a pour origine la pression des tribus mongoles qui a eu pour effet de pousser vers l'Inde des Turcs d'Asie centrale, attirés par les richesses des Hindous (voir Hindouisme).
Sous le prétexte de la Guerre Sainte (jihâd), nombre d'entre eux se lancèrent à l'assaut du territoire indien, profitant de la faiblesse militaire et de la division des clans hindous (711-712, invasion du Sind par les Arabes ; fin du Xe siècle, début des invasions musulmanes en Inde). La domination moghole durera de 1556 à 1707 environ.
Au XVIIe siècle, quand Aurangzeb se fait couronner empereur et se proclame « conquérant du monde », c'est le début de l'effondrement définitif de la culture islamique : l'Inde est restée cinq siècles et demi sous hégémonie islamique. On remarquera que la population musulmane de l'Inde est restée très minoritaire par rapport à la population totale majoritairement hindoue ce qui atteste de l'extrême solidité de leur système culturel et religieux, mais aussi sans doute de la souplesse religieuse de plusieurs souverains musulmans vis-à-vis des hindous au cours de leurs cinq siècles de domination. Si l'islamisation au premier sens du terme (la domination politique d'un territoire par des musulmans) a été un succès en Inde, où les Empires musulmans se sont maintenus pendant près de six siècles, jusqu'à la colonisation britannique, l'islamisation comme conversion des populations, s'est fait plus discrète malgré un impact non négligeable dans la démographie indienne. À ce jour, l'Inde est le pays dont la population est majoritairement non musulmane (puisque hindoue) mais où la population musulmane est la plus nombreuse au monde avec ses 140 millions de citoyens musulmans. Après l’Indonésie et le Pakistan, l’Inde est le troisième pays ayant la communauté musulmane la plus importante en nombre de fidèles.
Les hindous et les musulmans partagent quelques idées et valeurs religieuses qui ont permis de créer certains types de cultures religieuses et artistiques communes mais distinctes. En métaphysique, la théorie brahmanique, hindoue, du Nirgun Brahman (« Absolu (Dieu) sans forme », littéralement), primordiale dans l'école de Adi Shankara va permettre de créer un dialogue avec la tradition mystique musulmane qui était plus enclins à discuter avec des hindous qui croyaient en l'Unité primordiale. Le philosophe, islamologue et physicien Seyyed Hussein Nasr, diplômé de Harvard et enseignant à université de Georgetown consacre une partie de son œuvre à montrer la correspondance métaphysique qui existe dans la métaphysique du védanta et la métaphysique des mystique musulmans tel Ibn Arabi.
La diversité qui existe au sein de l'hindouisme fait que l'on peut dire que l'hindouisme est à la fois polythéiste, monothéiste, moniste, panthéiste et aussi panenthéiste. Pour certains hindous, l'hindouisme n'est pas plus polythéiste que l'Islam puisque les anges y jouent un rôle significatif : comme les anges des religions au monothéisme exclusif, certaines divinité comme Agni, dieu du feu et feu lui-même, est dans l'hindouisme un des dieux privilégiés entre le monde du divin et celui des hommes.

#### Le poète saint Kabir
Le poète saint Kabir, à la fois musulman et hindou, considérait que le prophète Mahomet, vu comme végétarien, est un Avatar, une incarnation de Dieu, mais sans être Dieu lui-même : Kabir rappelle que Mahomet aurait tué une vache avec le seul pouvoir de ses mots, mais lui a redonné vie ensuite, sans jamais avoir mangé sa viande, ce qui signifie pour lui que celui qui n'a pas le pouvoir de redonner la vie à une créature, n'a pas non plus le droit de se permettre de prendre intentionnellement la vie d'une créature . Pour Kabir, Allah n'est jamais satisfait quand des humains tuent ou blessent volontairement Ses créatures .

### Islam et religions africaines
En Afrique subsaharienne, la pénétration de l'islam se fait à partir du XIe siècle. La simplicité de la conversion (la proclamation de la foi) facilite cette diffusion, d'autant qu'il s'accorde mieux que les autres religions aux coutumes locales (la polygamie par exemple) et qu'il permet de s'affranchir des despotes locaux.
La panthéon musulman africain est plus large que ne le veut habituellement l'islam. On y retrouve des esprits et des génies, aux côtés des djinns de la tradition musulmane. La magie étant très présente dans l'animisme africain, il est toujours présent dans les pays d'Afrique noire occidentaux.
Mais dès le XVe siècle, la multiplication des marchands d'esclaves a interrompu le développement culturel initié par l'islam, et sa période conquérante est achevée.

## En Arabie Saoudite
L'islam sunnite est la religion d'État du royaume. Tout autre culte religieux non musulman est formellement interdit. La pratique du chiisme est tolérée dans la province orientale d'ach-Charqiya, et notamment dans la ville de Qatif. Les statistiques officielles font état de 100 % de musulmans sunnites. Du fait de la forte population étrangère en Arabie saoudite (28,5 millions de Saoudiens et 8 millions d'étrangers), il importe de distinguer entre les habitants et les citoyens d'Arabie saoudite. Dans les faits, le sunnisme serait pratiqué par 90 % des citoyens saoudiens, le reste pratiquant : le chiisme (principalement duodécimain).
Les statistiques sont difficiles à établir car la liberté de culte est inexistante et la constitution du royaume favorise uniquement et obligatoirement l'islam. La pratique d'une religion autre que celle prescrite par le pays est mal vue et considérée comme étant un crime.
Parmi les habitants, les religions les plus pratiquées sont l'islam (sunnite et chiite), le christianisme (principalement par des expatriés occidentaux et des domestiques philippins) et l'hindouisme (1,6 million d'Indiens travaillent en Arabie saoudite),.

## En Irak
En Irak, où les Assyriens étaient les protégés de Saddam Hussein jusqu'à la seconde guerre du Golfe. Le choix du Premier ministre, Tarek Aziz, dans cette communauté, témoigne de l'estime dans lequel le dictateur (qui ne se réclamait pas de la religion) les tenait. Depuis la chute du dictateur, les Chrétiens subissent une constante oppression. De nombreux actes de violence et de répression ont été commis et les Chrétiens doivent se cacher pour pratiquer leur religion ou doivent s'exiler.

## En Iran
Les juifs, les zoroastriens, les chrétiens (nestoriens) sont tolérés et protégés et ont chacun un représentant siégeant au parlement. Ils sont minoritaires : on dénombre 1 % de chrétiens, 0,5 % de juifs, 0,2 % de zoroastriens, 0,1 % de hindouistes et de bouddhistes, 0,9 % de baha'is dans la population.[réf. nécessaire]

## La question de l'apostasie et de la liberté de pensée/ de culte en Islam

### Apostasie et comportement avec les lieux saints non musulmans
Plusieurs passages du Coran indiquent que l'apostasie est contraire à la volonté de Dieu. Ce serait un choix de l'homme ingrat. Un verset stipule : « Point de contrainte en religion ».
Les hadiths sont considérés par les théologiens islamiques comme allant dans le sens d'une application de la peine de mort en cas d'apostasie :
Il est interdit de construire des églises sur le territoire de l'Arabie saoudite, sous peine de profaner la terre du prophète. Cela reste une loi spécifique à ce pays plus qu'un commandement musulman.
L'islam ne considère pas les églises ou les synagogues comme des lieux impurs, comme en témoigne le verset coranique :
« 40. ceux qui ont été expulsés de leurs demeures, - contre toute justice, simplement parce qu'ils disaient : « Dieu est notre Seigneur ». - Si Dieu ne repoussait pas les gens les uns par les autres, les ermitages seraient démolis, ainsi que les églises, les synagogues et les mosquées où le nom de Dieu est beaucoup invoqué. » (Coran, S22, 40)

## Dhimmi
Dhimmi qualifie le statut accordé aux juifs, chrétiens, sabéens dans un espace gouverné par les musulmans ; ce qui leur permet de garder leur religion et d'avoir la protection de leurs lieux de culte. Cette taxe peut également être appelée la capitation.
La taxe en question permet de les mettre à pied d'égalité avec les musulmans qui doivent s'acquitter de la zakat (l'Aumône obligatoire) et qui n'est pas imposée sur les non-musulmans, sachant que les non-musulmans ne vont pas à la guerre.